# Islam Latinski
Islam Latinski je naselje u sastavu Općine Posedarje, u Zadarskoj županiji, u Republici Hrvatskoj.

## Uprava
- Ivica Klanac, načelnik Općine Posedarje.[4]
- Leonardo Rončević, pročelnik Jedinstvenog upravnog odjela Općine Posedarje.[5]

## Zemljopis
Graniči s Grguricama, Islamom Grčkim, Podgradinom, Posedarjem i Rupljom, a prostire se na površini od 3,8 km2. Nalazi se u blizini Novigradskog mora i Velebita.
Od Zadra je Islam Latinski cestom udaljen 22 km. Dobro je opskrbljen vodom, a to dokazuje prisutnost rječice Baščice.

## Klima
Klima je sredozemna s prohladnom vlažnom zimom i vrlo toplim suhim ljetom. Najjači vjetar je bura koja dolazi s Velebita te zna biti orkanska.

## Promet
Kroz Islam Latinski prolaze autocesta A1, državna cesta D8 (Jadranska magistrala), državna cesta D539 te lokalna cesta L63062 [Islam Latinski (D539 – D539)].

## Povijest
Islam Latinski nastao je kao osmanska utvrda na mjestu hrvatskog srednjovjekovnog sela Učitelja Vas i ranosrednjovjekovne utvrde Vespeljevac koju je oko 1571. osvojio Ferhad-paša Sokolović. U 1577. utvrda je obnovljena i preimenovana u Sedd-i islam (hrv. Bedem Islama) U 17. st. bio je sjedište Islamske kapetanije ili kako je u naselju poznato, Gornje krajine. Kao njezini kapetani u 17. stoljeću istaknuli su se članovi obitelji Beširagić. Od 1647. bio je u sastavu Mletačke Dalmacije, a od 1670. u posjedu obitelji Mitrović-Janković, iz koje potječe Stojan Janković. Današnje ime Islam Latinski dobio je 1709. godine. U Domovinskom ratu bio je okupiran 1991., a oslobođen je u siječnju 1993. godine.

## Stanovništvo
Prema popisu iz 2011. naselje je imalo 284 stanovnika, a prema popisu iz 2021. godine 317 stanovnika. 
| broj stanovnika | 348   | 325   | 221   | 200   | 228   | 268   | 572   | 602   | 477   | 561   | 641   | 653   | 606   | 688   | 436   | 284   | 314   |
|                 | 1857. | 1869. | 1880. | 1890. | 1900. | 1910. | 1921. | 1931. | 1948. | 1953. | 1961. | 1971. | 1981. | 1991. | 2001. | 2011. | 2021. |

## Znamenitosti

### Crkva svetog Nikole
Župna crkva Svetog Nikole biskupa smještena je na kosi jugozapadno od Novigradskog mora. Za vrijeme osmanske uprave tu se nalazila pogranična utvrda Bedem islama, sa statusom samostalne kapetanije. U 16. i 17. stoljeću njegovi su gospodari kapetani Beširagići. Pod mletačkom upravom ima status serdarije. Župna crkva izgrađena je 1756., a obnovljena 1950. godine te je teško oštećena i zapaljena za vrijeme Domovinskog rata. Svi crkveni predmeti, kao i liturgijsko ruho uništeni. Nakon Domovinskog rata crkva je temeljito obnovljena, sakristija proširena, okoliš crkve uređen, a prilaz asfaltiran, a 4. kolovoza 1996. godine je ponovno posvećena.
U crkvi se nalazi kameni oltar prema puku. Drveni retabl je obnovljen s tri kipa od poliestera (kip Srca Isusova, kip Srca Marijina i kip Svetog Josipa. U crkvi su željezni ambon, postaje Križnoga puta, križ s korpusom od poliestera, a lijevo od retabla nalazi se kip Svetog Nikole, zaštitnika župe i naslovnika crkve. U lađi crkve na drvenim podnožijima nalaze se kipovi apostola Svetog Petra i Svetog Pavla. Kor je proširen i uređen, a na sredini crkve nalazi se ćoka. Staro groblje prije je bilo oko crkve, međutim 1982. napravljeno je novo groblje oko 1 km zapadno od crkve. Crkva i groblje služe mještanima Islama Latinskog i Islama Grčkog.

### Zeleni hrast
Zeleni hrast zaštićen je zbog svoje starosti, koja se procjenjuje na više od 250 godina), impresivnog habitusa i zanimljivih morfoloških karakteristika. Dugo u zimu je zelen, po čemu je dobio ime, pa na sebe skreće pozornost biologa i šumara, prolaznika i turista.
U povijesti je imao važne uloge – bio je vrlo uočljiv međaš kako između veleposjednika tako i za države poput Mletačke Republike i Osmanskog Carstva u 16. stoljeću, ali je teško za vjerovati da se radi o istom stablu koje se i danas nalazi na istom prostoru. Najvjerojatnije se radi o sukcesivnom pojavljivanju na istom lokalitetu starog stabla i njegovih potomaka koji su također dosegli takve dimenzije. Moguće je da je današnji stari hrast treći ili četvrti naraštaj starog Zelenog hrasta od prije 1000 godina.
Uz Zeleni hrast su vezane narodne legende i tradicije. Jedna kaže da je u njegovoj blizini postojao još jedan malo manji veliki hrast koji su za vrijeme Drugog svjetskog rata talijanski fašisti odsjekli i koristili za ogrjev. Htjeli su posjeći i ovaj hrast, ali su im seljaci rekli da je to vučji ili vražji hrast te da ga ni puščano zrno ne može pogoditi. Talijanski vojnici su pucali u deblo, ali kad su pogledali, na stablu nije bilo nijedne rupe. Vojnici su povjerovali da je drvo magično (i vražje) pa ga ipak nisu posjekli.
Znanstvena ispitivanja su pokazala da je križanac, ali su se mišljenja razilazila kod pitanja »roditelja«. Prema njegovom se staništu i morfološkim osobinama najnovijim istraživanjima zaključilo da je hibrid cera i hrasta plutnjaka, a to je potvrdila DNA analiza.
Otkrićem dvospolnih cvatova u krošnji Zelenog hrasta na dvije grančice, pokazala se njegova znanstvena važnost.

## Gospodarstvo
Poljoprivreda je najrazvijenija u gospodarstvu Islama Latinskog od čega su najistaknutiji vinogradarstvo i maslinarstvo. U naselju se nalaze dvije prodavaonice, kafić i benzinska postaja.

## Obrazovanje
- Područna škola Islam Latinski u sustavu Osnovne škole »Braća Ribar« Posedarje.

## Svetac zaštitnik
Svetac zaštitnik Islama Latinskog je Sveti Nikola čiji se blagdan – kad je ujedno i fešta u Islamu Latinskom – slavi 6. prosinca.

## Šport
- NK Zeleni hrast 93 Islam Latinski.[13]